# Liceum Ogólnokształcące im. Bartosza Głowackiego w Tomaszowie Lubelskim

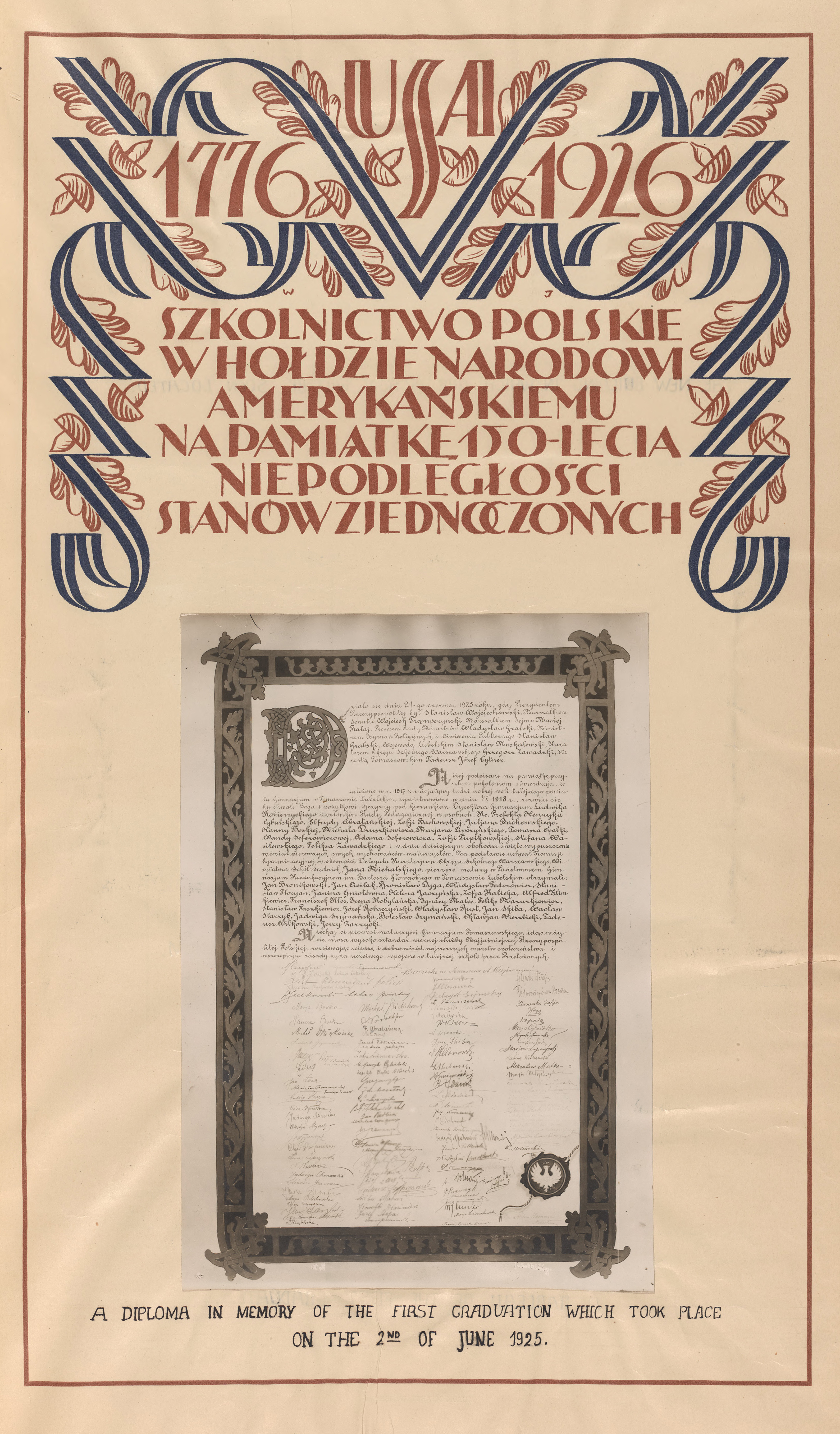
Dokument pierwszej matury Gimnazjum im. Bartosza Głowackiego w Tomaszowie Lubelskim upamiętniony w Polskiej Deklaracji o Podziwie i Przyjaźni dla Stanów Zjednoczonych

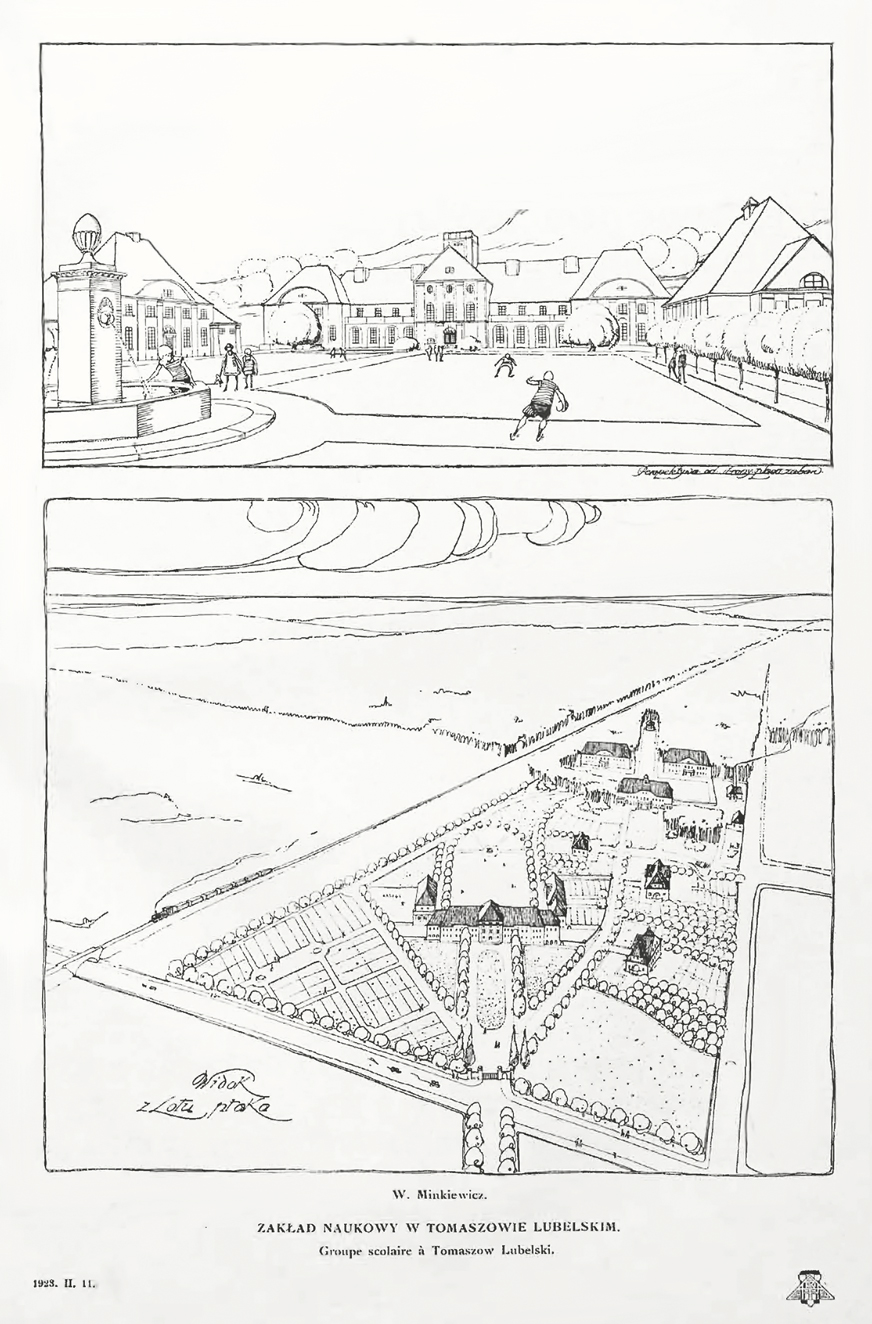
Zakład Naukowy w Tomaszowie Lubelskim, Witold Minkiewicz 1923

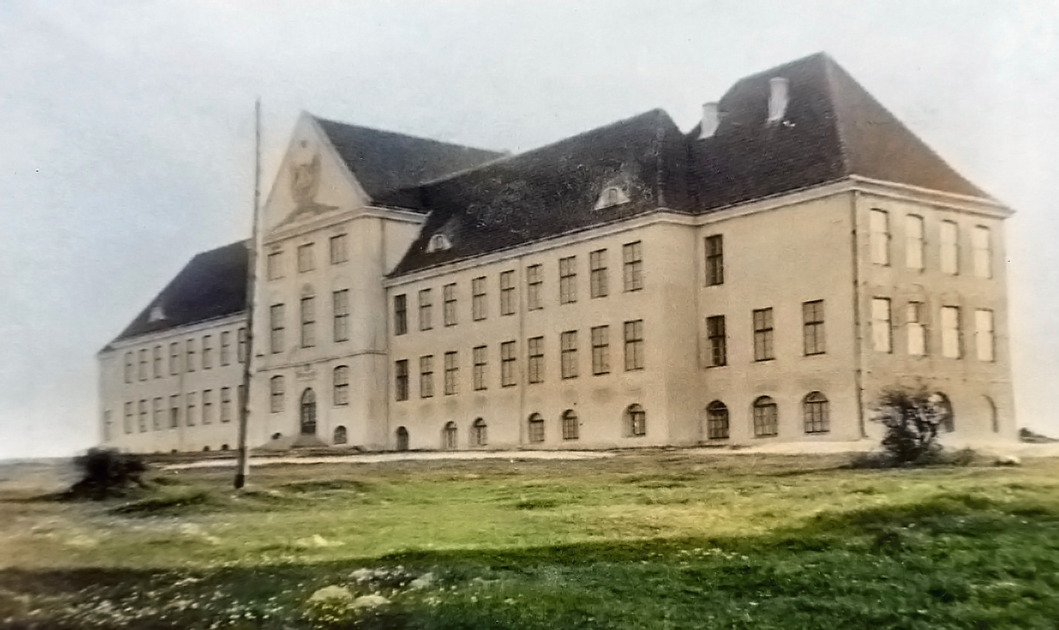
Budynek Gimnazjum im. Bartosza Głowackiego w Tomaszowie Lubelskim w latach 30. XX wieku

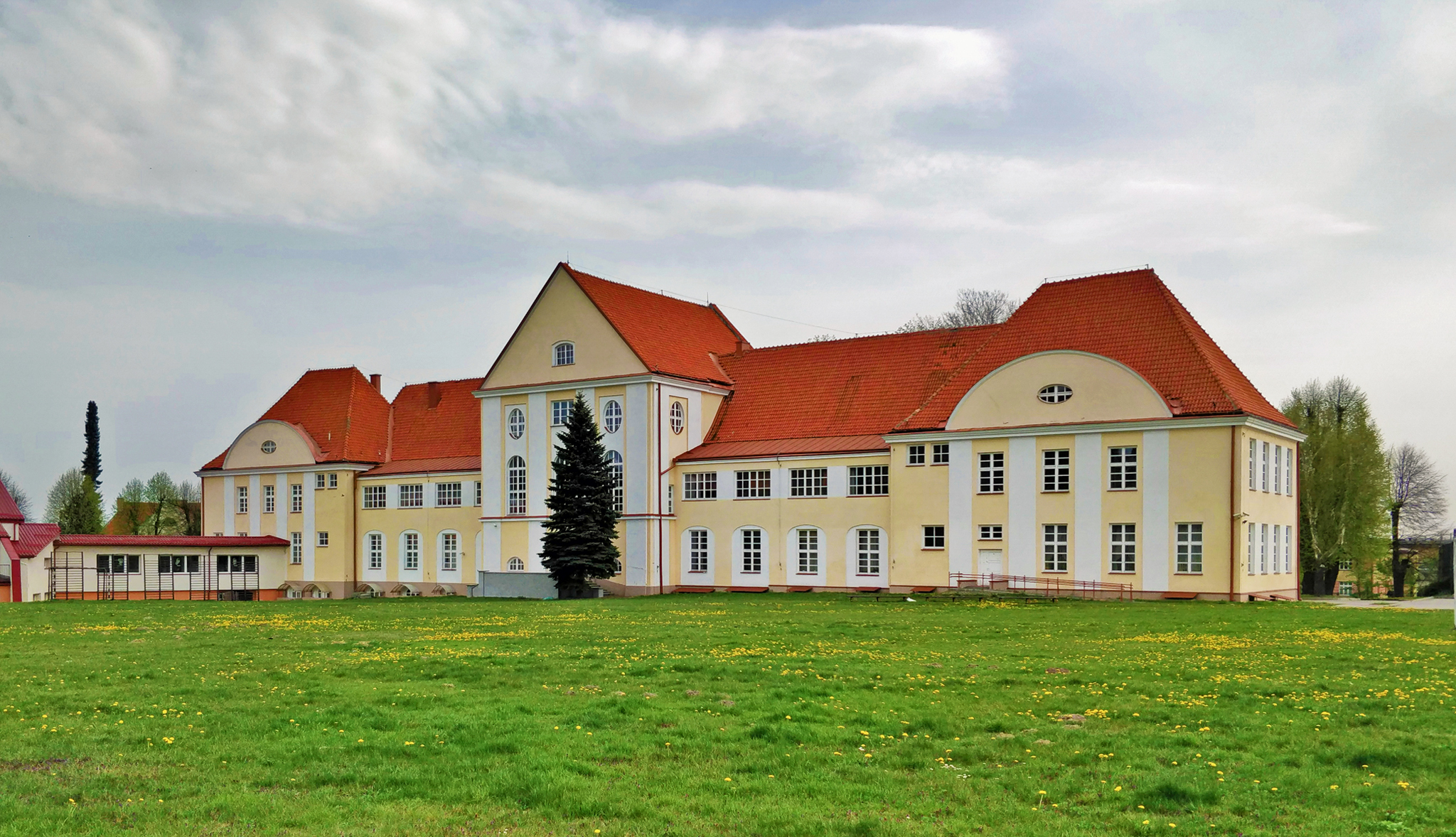
Budynek Liceum im. Bartosza Głowackiego w Tomaszowie Lubelskim, widok z boiska

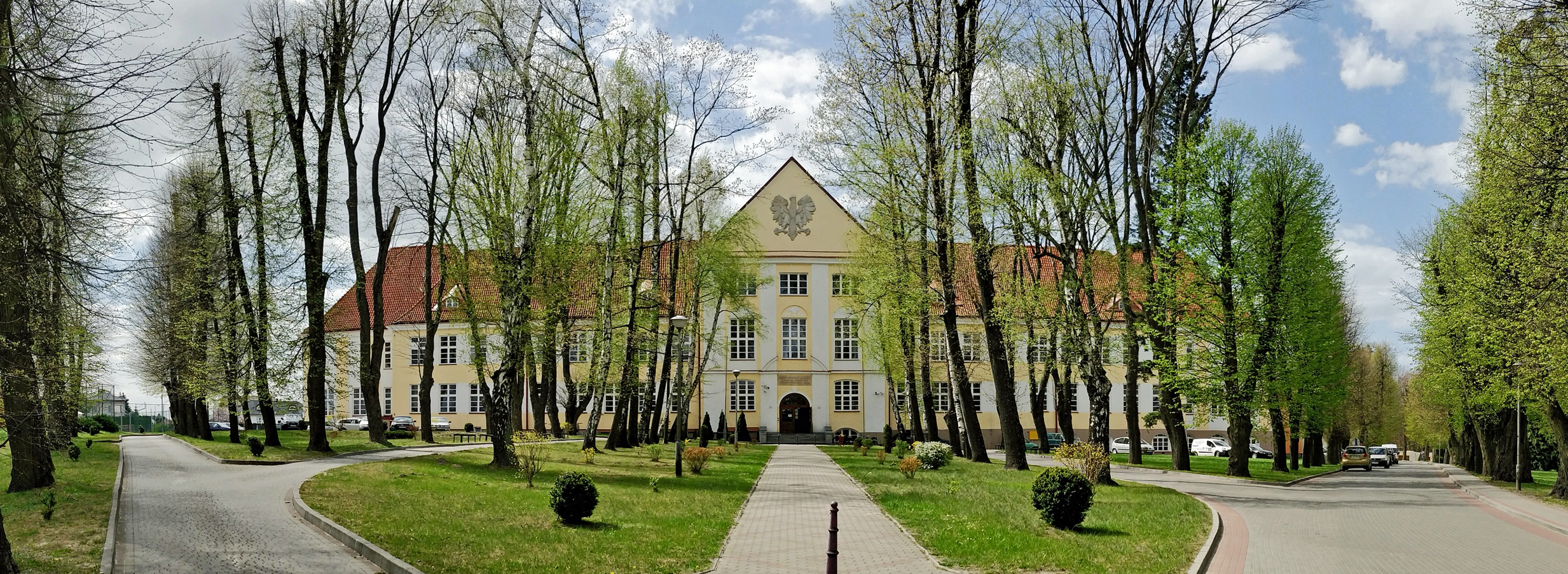
Liceum im. Bartosza Głowackiego w Tomaszowie Lubelskim, park przed szkołą

I Liceum Ogólnokształcące im. Bartosza Głowackiego w Tomaszowie Lubelskim (potocznie „Bartosz” , „liceum na górce” , „Ogólniak”, „Górka”) – liceum ogólnokształcące w Tomaszowie Lubelskim z ponad stuletnią tradycją. Mieści się przy ul. Wyspiańskiego 8, w budynku projektu Witolda Minkiewicza z 1929 roku. Razem z Gimnazjum oraz Liceum Profilowanym tworzą Zespół Szkół nr 1 w Tomaszowie Lubelskim.
Szkoła należy do grupy tysiąca najlepszych szkół średnich w Polsce, odznaczonych Brązową Tarczą w rankingu czasopisma Perspektywy. Szkoła sześciokrotnie zdobyła tytuł „Szkoły innowacji”. Ukończyło ją około 15 tysięcy absolwentów .

## Lokalizacja i baza dydaktyczna
Liceum posiada własny kampus zlokalizowany na kilkuhektarowej działce przy ulicy Wyspiańskiego 8 w Tomaszowie Lubelskim, przekazanej na potrzeby szkoły w 1920 roku w wymiarze 9,25 ha. Na terenie szkoły znajdują się:
- Budynek główny z 1929 roku projektu Witolda Minkiewicza o powierzchni 2720 m². W budynku znajduje się ponad 25 sal lekcyjnych, biblioteka z ponad 25 000 wolumenów, gabinet pielęgniarski, stołówka, pomieszczenia kuchni oraz szatnie[7].
- Hala sportowa z 1992 roku[7] o powierzchni 2122 m². W hali znajdują się trzy pełnowymiarowe boiska, sala gimnastyczna, siłownia, sala do gry w tenisa stołowego oraz strzelnica. Tutaj swoją siedzibę mają także muzeum szkolne oraz archiwum[8].
- Kompleks boisk typu Orlik z 2012 roku w wersji rozszerzonej z powiększonym boiskiem wielofunkcyjnym, o wymiarach 50×30 m, do wykorzystania jako pełnowymiarowe boisko do piłki ręcznej, 2 boiska do koszykówki, 3 korty tenisowe oraz boisko do piłki siatkowej. Drugie boisko o wymiarach 30×60 służy do gry w piłkę nożną[9].
- Boisko do piłki nożnej wraz z bieżnią lekkoatletyczną.
- Park szkolny, założony w 1928 roku[10].
- Budynek „Domu Nauczyciela” z 1930 roku, niegdyś internat, obecnie muzeum powiatowe[11].
- Budynek „Dyrektorówki” z 1935 roku, kiedyś pełniącego funkcję rezydencji dyrektora, potem biblioteki szkolnej[11].

## Historia

### Powstanie szkoły
Po zajęciu Kongresówki przez państwa centralne w 1915 roku, w czasie I wojny światowej, austriackie władze okupacyjne zliberalizowały politykę samorządową wywołując wzrost liczby inicjatyw z zakresu szkolnictwa. W maju 1917 roku w Tomaszowie Lubelskim powołano Komitet Organizacyjny Szkoły, mający na celu utworzenie szkoły średniej, któremu przewodniczył ksiądz Feliks Frank.
Szkołę otwarto 16 września 1917 roku jako Gimnazjum Realne Samorządowe Męskie. Pierwotnie szkoła mieściła się w kamienicy Emila Franke, przy ulicy Lwowskiej. W 1918 roku szkoła została przeniesiona do budynku „Brygady” przy ul. T. Kościuszki, wydzierżawionego od Ordynacji Zamojskiej przez Komitet Organizacyjny.

### Okres międzywojenny (1918–1939)
Tuż po odzyskaniu przez Polskę niepodległości, 27 listopada 1918 roku podpisany został akt upaństwowienia gimnazjum (z mocą wstecz od 1 października 1918 roku) przez przedstawiciela Ministerstwa Wyznań Religijnych i Oświecenia Publicznego Tymczasowego Rządu Ludowego Republiki Polskiej, Józefa Grodeckiego oraz Prezesa Komitetu Gimnazjalnego, Kazimierza Ligowskiego.
29 stycznia 1919 roku Gimnazjum męskie zostało przekształcone w koedukacyjne. 4 czerwca 1920 roku Tadeusz Łopuszański, minister WRiOP, nadał szkole nazwę: Państwowe Gimnazjum imienia Bartosza Głowackiego.
19 marca 1921 roku szkołę odwiedził marszałek Józef Piłsudski. Po uroczystościach udekorowania Orderem Virtuti Militari dwóch pułków kawalerii, marszałek zapoznał się z wystawą prac uczniowskich.
6 września 1922 roku odbyła się uroczystość wmurowania aktu erekcyjnego pod nowy budynek szkoły projektu Witolda Minkiewicza. Koncepcja Zakładu Naukowego w Tomaszowie Lubelskim zakładała stworzenie wzorowego zakładu naukowo-wychowawczego z własnym kampusem, na wzór zagranicznych szkół tego rodzaju, takich jak francuska École des Roches, czy angielska Abbotsholme School. 3 września 1929 roku rozpoczął się rok szkolny w nowych pomieszczeniach.
W dniach 2–7 czerwca 1925 roku w szkole odbyła się pierwsza matura. Świadectwa dojrzałości otrzymało 18 abiturientów. Wydarzenie to zostało upamiętnione w Polskiej Deklaracji o Podziwie i Przyjaźni dla Stanów Zjednoczonych z 1926 roku, dostarczonej prezydentowi USA Calvinowi Coolidge.
W 1932 roku, w wyniku reformy ministra Wacława Jędrzejewicza, w szkole wprowadzono naukę w czteroletnim gimnazjum, kończącą się „małą maturą” oraz w dwuletnim liceum, kończącą się maturą właściwą.

### Lata II wojny światowej (1939–1945)
Podczas kampanii wrześniowej w budynku szkoły mieścił się szpital polowy przygotowany na ok. 500 rannych, walczących w bitwie pod Tomaszowem. Rannymi opiekowali się nauczyciele oraz uczniowie gimnazjum, wobec braku personelu medycznego.
9 października 1939 roku Tomaszów Lubelski zaczęli okupować Niemcy. W Generalnym Gubernatorstwie zlikwidowano szkoły wyższe i średnie. W listopadzie budynek szkoły opustoszał, w grudniu zamieniono go na lazaret, następnie zajęty został przez gestapo, a potem niemiecką żandarmerię policji porządkowej oraz policję graniczną. W budynku internatu stacjonował szef SS. Za „Dyrektorówką” Niemcy zbudowali psiarnię dla psów wykorzystywanych w obozie zagłady w Bełżcu.
W 1940 roku, na prośbę rodziców, zorganizowano tajne komplety. Około 120 uczniów uczęszczało na zajęcia tajnego nauczania. Tajne nauczanie było bezwzględnie zwalczane przez niemieckie władze okupacyjne, w mieście aresztowano 37 nauczycieli.

### Okres 1945–1989
4 września 1944 roku, około miesiąc po opuszczeniu Tomaszowa przez wojska niemieckie, rozpoczął się nowy rok szkolny w czteroletnim gimnazjum oraz dwuletnim liceum, zorganizowano także Gimnazjum dla Dorosłych.
W 1948 roku, wzorem szkolnictwa radzieckiego, wprowadzono pięcioletnie liceum. W budynku gimnazjum uczyła się także ostatnia klasa szkoły powszechnej. W 1949 roku wprowadzono czteroklasowe liceum, a w budynku gimnazjum pozostały jedynie klasy licealne. Zmieniono nazwę szkoły na Państwowe Liceum Ogólnokształcące im. Bartosza Głowackiego.
W roku 1972 szkoła zaistniała jako I Liceum Ogólnokształcące im. Bartosza Głowackiego, w związku z otworzeniem II Liceum Ogólnokształcącego w Tomaszowie Lubelskim. W 1977 roku powołano Zespół Szkół Ogólnokształcących im. Bartosza Głowackiego w skład którego weszły: I Liceum Ogólnokształcące, Liceum korespondencyjne oraz Wieczorowe Liceum Ogólnokształcące dla Pracujących.
18 listopada 1980 roku w szkole powstał NSZZ „Solidarność”. W dniach 23–30 marca oraz 28 października 1981 roku w szkole odbyły się strajki ostrzegawcze Solidarności. Podczas stanu wojennego działacze Solidarności oraz Konfederacji Polski Niepodległej byli narażeni na rewizje, aresztowania oraz kary więzienia.

### Okres po 1989

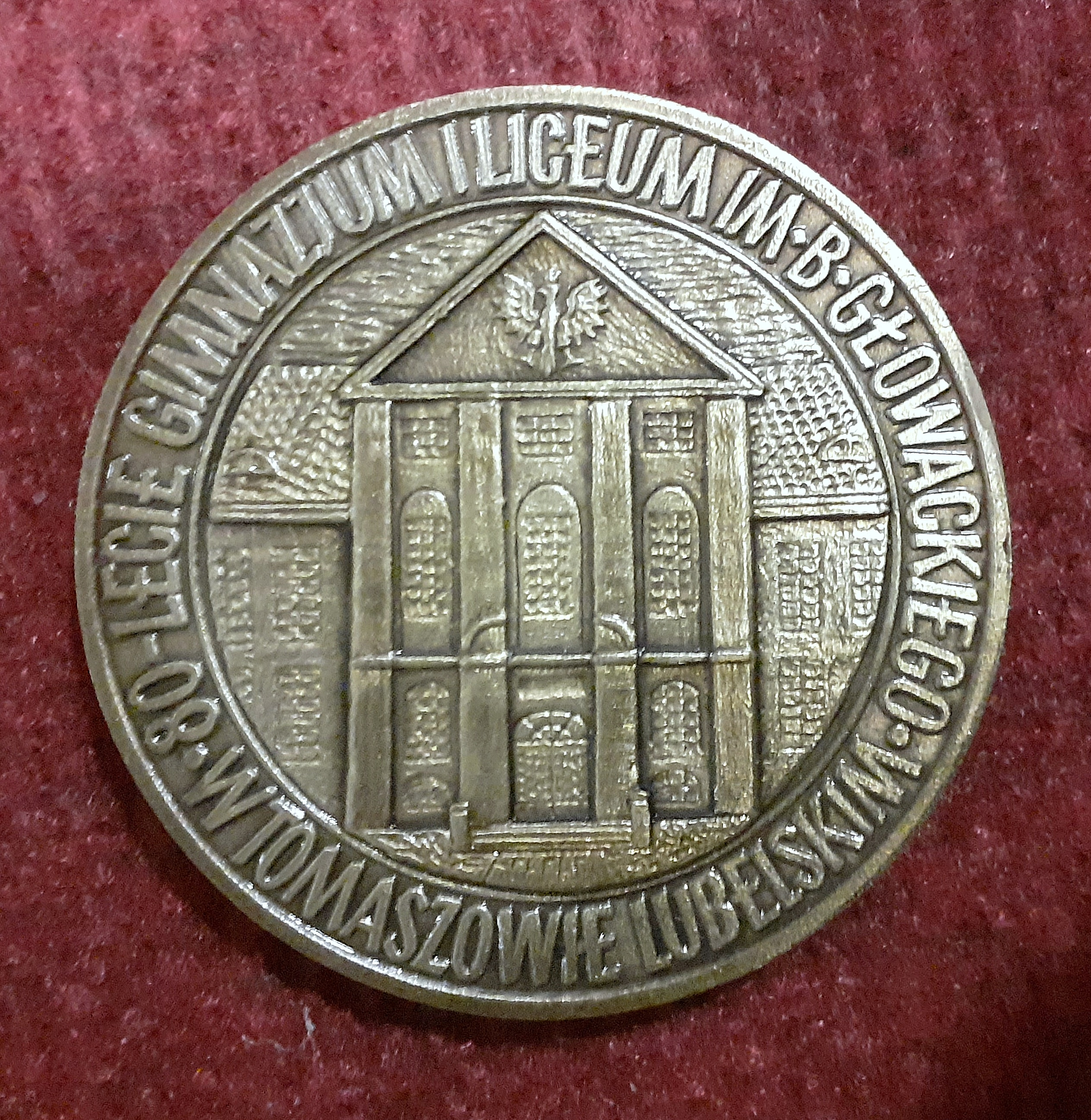
Plakieta z okazji Zjazdu Absolwentów 1917–1997

W roku 1996 na terenie szkoły otwarto Punkt Dydaktyczny Katolickiego Uniwersytetu Lubelskiego, a w 2002 roku Kolegium Języków Obcych KUL, przeniesione w 2006 roku do własnego budynku.
W roku szkolnym 2000/2001 liczba uczniów osiągnęła rekordowy stan 1348 uczących się w 39 klasach. W 2002 roku, w związku z reformą oświaty z 1999 roku, w szkole rozpoczęli naukę uczniowie trzyletniego gimnazjum. Utworzono Zespół Szkół nr 1 im. Bartosza Głowackiego, w skład którego weszło liceum ogólnokształcące oraz do roku 2006 gimnazjum.
27 marca 2002 roku szkoła nawiązała współpracę z niemiecką szkołą średnią im. Eduarda Sprangera we Freudenstadt, polegającą m.in. na wymianie młodzieży.
W roku 2018 budynek szkoły został odremontowany. Otworzono aulę im. dyrektora Józefa Rybickiego z freskiem Panoramy Racławickiej namalowanym przez Wiolettę Lewandowską w 2017 roku.
W dniach 9–12 czerwca 2018 roku odbyły się uroczystości Jubileuszu 100-lecia szkoły, w których udział wzięło ponad tysiąc absolwentów. 10 czerwca szkoła została uhonorowana Medalem Pamiątkowym Województwa Lubelskiego, przyznanym przez Zarząd Województwa Lubelskiego oraz Medalem za Zasługi dla Tomaszowa Lubelskiego im. Tomasza Zamojskiego Założyciela Miasta przyznanym przez Burmistrza Tomaszowa Lubelskiego.
W roku 2019 szkoła nawiązała współpracę z Uniwersytetem Marii Curie-Skłodowskiej w Lublinie wprowadzając do swojej oferty edukacyjnej klasę o profilu uniwersyteckim z dodatkowymi zajęciami z informatyki, matematyki i fizyki.

## Nazwy szkoły
Nazwy w historii szkoły.
- Gimnazjum Realne Samorządowe Męskie (1917–1918)
- Państwowe Gimnazjum w Tomaszowie Lubelskim (1918–1919)
- Państwowe Gimnazjum Koedukacyjne W Tomaszowie Lubelskim (1919–1920)
- Koedukacyjne Gimnazjum Państwowe imienia Bartosza Głowackiego (1920–1932)
- Państwowe Liceum i Gimnazjum imienia Bartosza Głowackiego (1932–1939)
- Szkoła zamknięta podczas okupacji niemieckiej, tajne komplety (1939–1944)
- Państwowe Liceum i Gimnazjum imienia Bartosza Głowackiego (1944–1949)
- Państwowe Liceum Ogólnokształcące im. Bartosza Głowackiego w Tomaszowie Lubelskim (1949–1972)
- I Liceum Ogólnokształcące im. Bartosza Głowackiego w Tomaszowie Lubelskim (1972–1977)
- Zespół Szkół Ogólnokształcących w Tomaszowie Lubelskim, w skład którego wchodziło m.in. I Liceum Ogólnokształcące im. Bartosza Głowackiego (1977–2002)
- Zespół Szkół Nr 1 im. Bartosza Głowackiego w Tomaszowie Lubelskim, w skład którego wchodzi I Liceum Ogólnokształcące im. Bartosza Głowackiego (2002–)

## Osiągnięcia
Szkoła została wyróżniona znakiem jakości Srebrnej Tarczy w rankingu Perspektyw, oceniającym wyniki na egzaminie maturalnym oraz w olimpiadach przedmiotowych, znajdując się tym samym w grupie 500 najlepszych szkół średnich w Polsce (w 2019 roku – 457, w 2018 roku – 445).
Szkoła sześciokrotnie zdobyła tytuł „Szkoła Innowacji” w programie certyfikacji pod patronatem marszałka województwa lubelskiego, prezydenta miasta Lublin oraz lubelskiego kuratora oświaty (w roku 2019, 2018, 2017, 2016, 2014, 2013).
W 2018 roku szkoła została odznaczona Medalem Pamiątkowym Województwa Lubelskiego oraz Medalem za Zasługi dla Tomaszowa Lubelskiego im. Tomasza Zamojskiego Założyciela Miasta.

## Działalność pozalekcyjna
W szkole działa założony w 1931 roku samorząd uczniowski. Samorząd we współpracy z opiekunami bierze udział w organizacji uroczystości szkolnych, organizuje dni tematyczne oraz dni otwarte. Samorząd kontynuuje tradycje organizacji Bratnia Pomoc istniejącej na szkole w latach 1918–1939 poprzez akcje społeczne i charytatywne.
Od 2004 roku w szkole działa grupa wokalna „The One”, a od września 2009 roku zespół muzyczny „Bartosz Band”. W szkole działa także Tomaszowski Uczniowski Klub Sportowy „Bartek” z sekcjami: piłki siatkowej, ręcznej, koszykowej, lekkoatletyczną i tenisa stołowego.

## Dyrektorzy
Lista dyrektorów szkoły oraz okresy piastowania stanowiska.
- dr Adam Maciurzyński (od 1 września do 30 listopada 1917 roku)
- Romuald Balawelder (1917–1918)
- dr Ludwik Kobierzycki (1918–1935)
- Elżbieta Andrzejewska-Jackiewicz (1935–1937)
- dr Józef Rybicki (1937–1939)
- Władysław Radliński (1944–1944)
- Władysław Wesołowski (1944–1946)
- Bronisław Krzysik (1946–1948)
- Jerzy Rozmej (1948–1950)
- Michal Kość (1950–1958)
- Kazimierz Mazurek (1958–1961)
- Stefan Gromek (1961–1962)
- Zygmunt Twardowski (1962–1972)
- Jan Hałasa (1972–1990)
- Henryk Soluch (1990–2001)
- Alicja Palak (2001–2008)
- Robert Puźniak (2008–2013)
- dr Janusz Frykowski (2013–2015)
- Leszek Bober (2015–)

## Nauczyciele
Lista znanych nauczycieli oraz daty nauczania.
- Franciszek Gomoliński – nauczyciel matematyki w latach 1931–1936, za walkę niepodległościową w 1921 r. otrzymał Krzyż Walecznych, odznaczony w 1932 przez Prezydenta RP Krzyżem Niepodległości „za wkład w dzieło odzyskania niepodległości”
- Jan Dobrzański – nauczyciel historii w latach 1931–1933, czołowy polski historyk wychowania oraz jeden z organizatorów nauki i powojennego szkolnictwa wyższego w Lublinie, profesor UMCS i KUL
- doc. dr hab. Wacław Gniewkowski – nauczyciel wychowania fizycznego i przysposobienia wojskowego w latach 1936–1939, później docent i kierownik Zakładu Metodyki WF w Instytucie Wychowania Fizycznego Warszawskiej AWF, autor
- Roman Mucha – nauczyciel plastyki, rysunku i rysunku technicznego w latach 1963–1991, grafik, odznaczony Krzyżem Oficerskim Orderu Odrodzenia Polski za wybitne zasługi w twórczości artystycznej

## Absolwenci i uczniowie
Lista znanych absolwentów oraz uczniów z datą matury.
- Zenon Jachymek – kapitan piechoty, komendant AK; (1932)
- Paweł Bożyk – profesor nauk ekonomicznych i polityk; (1957)
- Jan Śrutwa – biskup, profesor i rektor KUL; (1958)
- Mieczysław Cisło – biskup, rektor Wyższego Seminarium Duchownego w Lublinie; (1964)
- Janina Szarek – aktorka, reżyserka i pedagog; (1964)
- Wacław Oszajca – jezuita, teolog, dziennikarz, poeta; (1965)
- Stanisław Majdański – polityk, poseł, senator; (1967)
- Janusz Nagórny – profesor nauk teologicznych, prezbiter; (1967)
- Joanna Pacuła – aktorka, gwiazda Hollywood; (1975)
- Aleksander Grad – polityk, minister skarbu państwa; (1981)
- Robert Znajomski – polski artysta plastyk i pedagog; (1986)
- Ewa Pacuła – modelka, prezenterka i dziennikarka; (1990)
- Stefan Darda – pisarz, autor literatury grozy i fantastyki; (1991)
- Dorota Gardias – prezenterka telewizyjna; (1999)